# Gérard Condé
Gérard Condé (* 26. Januar 1947 in Nancy) ist ein französischer Komponist, Musikkritiker und -wissenschaftler.

## Leben
Condé studierte Harmonielehre und Kontrapunkt am Konservatorium seiner Heimatstadt. Von 1969 bis 1972 studierte er in Paris Komposition bei Max Deutsch, einem Schüler Arnold Schönbergs. Seit Ende der 1960er Jahre schrieb er auch Musikkritiken. 1975 wurde er Musikkritiker bei der Zeitschrift Le Monde. Für seine Kompositionen verwendet er die Zwölftontechnik, die jedoch u. a. durch die Verwendung von Ganztonskalen modifiziert wird. Sein Repertoire als Komponist reicht von Werken für Soloinstrumente, Kammermusik und sinfonischer Musik über Vokalwerke bis hin zur Oper. In Zusammenarbeit mit Sugeeta Fribourg komponierte er Werke speziell für junge Menschen.

## Werke
- Mémorial für Bariton und Streichquintett, 1971–1972
- Darjeeling, Ritual für einen Sänger, 1976
- Dans la résonance du cri, 1978
- Rondo varié pour tubiste für Tuba, 1978
- Streichtrio, 1980
- Rêve d'amour, musikalische Aktion, 1982
- Culbutes, 1984–1986
- Traces, 1983–1986
- Streichtrio, 1986
- Infusoires, 1986–1987
- Élans für Cello und Klavier, 1988
- Chant du silence für Bariton und Orchester, 1992
- Les Miracles de l'Enfant Jésus für Kinderchor, 1994
- Éveil für Orchester, 1995
- Lointain, 1996
- Le chant du silence, 1991–1992
- Les orages désirés, Oper, 2003
- La chouette enrhumée, 1996
- Salima sac à ruses, 1999